# Benzylaceton
Benzylaceton is een natuurlijk voorkomende organische verbinding met als brutoformule C10H12O. De stof komt voor als een kleurloze vloeistof met een zoete geur, die onoplosbaar is in water. Het is een component in talrijke bloemen van planten, waaronder in tabakplanten (onder andere Nicotiana attenuata), en een volatiel (vluchtig) bestanddeel van cacao. Door zijn geur is de stof een lokmiddel voor insecten en vogels.
Benzylaceton wordt als geurstof verwerkt in parfums en zepen.

## Synthese
Benzylaceton kan bereid worden door een selectieve hydrogenering van de dubbele binding in benzylideenaceton.